# Ganjigere, Arsikere
Ganjigere là một làng thuộc tehsil Arsikere, huyện Hassan, bang Karnataka, Ấn Độ.